# Wed 21
Wed 21 es el sexto álbum de estudio de Juana Molina. Este disco, al igual que los anteriores, continúa explorando en un cancionero extraño, oscuro y tranquilo, muy característico en la obra de la compositora. Desde su lanzamiento, el álbum ha recibido la aprobación casi unánime de la crítica profesional y un sinnúmero de reseñas positivas por parte del público en general.

## Lista de canciones
Todas las canciones escritas y compuestas por Juana Molina. 
| Wed 21 |                            |          |  |
| N.º    | Título                     | Duración |  |
| 1.     | «Eras»                     | 4:24     |  |
| 2.     | «Wed 21»                   | 3:17     |  |
| 3.     | «Ferocísimo»               | 3:23     |  |
| 4.     | «Lo decidí yo»             | 4:05     |  |
| 5.     | «Sin guía, no»             | 4:51     |  |
| 6.     | «Ay, no se ofendan»        | 5:30     |  |
| 7.     | «Bicho auto»               | 4:34     |  |
| 8.     | «El oso de la guarda»      | 6:38     |  |
| 9.     | «Las edades»               | 4:17     |  |
| 10.    | «La rata»                  | 4:18     |  |
| 11.    | «Final feliz»              | 3:46     |  |
| 12.    | «De algún instinto animal» | 4:02     |  |
| 51:12  |                            |          |  |